# سرویس‌دهنده فایل

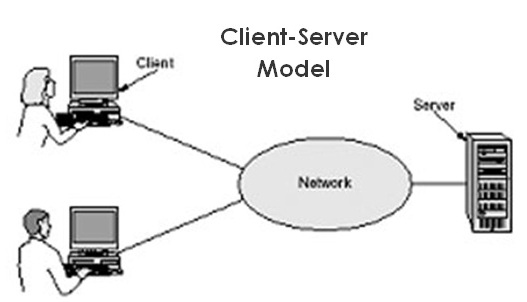
مدل کلاینت سرور

سرویس‌دهنده فایل (به انگلیسی: File server) در واقع به کامپیوتری گفته می‌شود که به شبکه متصل‌شده و هدف اولیه آن تولید یک مکان برای به‌اشتراک‌گذاری دیسک است.
آی. ئی فایل‌هایی که در کامپیوتر ذخیره شده را بین کامپیوترهای به‌اشتراک می‌گذارد که به ایستگاه کاری همان شبکه متصل هستند (مثل اسناد، فایل‌های صوتی، عکس، فیلم، پایگاه داده و ...
به عبارتی وقتی که مشتری‌ها ایستگاه کاری هستند "سرویس دهنده" ماشین ذخیره‌سازی است.
یک سرویس‌دهنده فایل کارهای محاسباتی انجام نمی‌دهد و همچنین برنامه‌های مشتری‌ها را اجرا نمی‌کند.
سرویس‌دهنده فایل طراحی شده‌است تا در درجه اول داده‌های در حال محاسبه که در شبکه جابه‌جا می‌شوند را ذخیره و بازیابی کند.
یک سرویس‌دهنده فایل ممکن است اختصاصی یا غیر اختصاصی باشد.
یک سرویس‌دهنده اختصاصی به‌طور مخصوص طراحی شده تا از سرویس‌دهنده فایل توسط ایستگاه‌های کاری متصل به آن برای خواندن و نوشتن فایل‌ها و پایگاه‌ها استفاده کند.
سرویس‌دهنده‌های فایل همچنین ممکن است توسط روش‌های دسترسی طبقه‌بندی شوند. سرویس دهنده‌های اینترنت غالباً توسط پروتکل انتقال فایل(FTP) یا (HTTP) (که با web server فرق می‌کند) قابل دسترسی هستند.
سرویس‌ها روی یک LAN قابل دسترسی هستند توسط پروتکل SMB/CIFS (ویندوز و یونیکس) یا پروتکل NFS (سیستم‌های یونیکس)